# Župnija Matenja vas
Župnija Matenja vas je rimskokatoliška teritorialna župnija dekanije Postojna v škofiji Koper.

## Sakralni objekti
- cerkev sv. Janeza Krstnika, Matenja vas - župnijska cerkev
- - podružnica

Od 1. januarja 2018  :
- - podružnica